# استان ویدین
استان ویدین یکی از استان‌های کشور بلغارستان است.

## جغرافیا
این استان به مرکزیت شهر ویدین در شمال غربی‌ترین نقطه بلغارستان در مرز رومانی و صربستان و مونته‌نگرو واقع شده‌است.